# Pepingen
Pepingen är en kommun i Belgien.   Den ligger i provinsen Flamländska Brabant och regionen Flandern, i den centrala delen av landet, 18 km sydväst om huvudstaden Bryssel. Antalet invånare är 4 485.
Trakten runt Pepingen består till största delen av jordbruksmark. Runt Pepingen är det tätbefolkat, med 762 invånare per kvadratkilometer.